# Drax
Drax – wieś w Anglii, w hrabstwie North Yorkshire, w dystrykcie (unitary authority) North Yorkshire. Leży 26 km na południe od miasta York i 254 km na północ od Londynu. W 2001 miejscowość liczyła 382 mieszkańców.